# Наум Христов
 Тази статия е за учителя.  За дееца на ВМОРО вижте Наум Христов (революционер).  
Наум Христов Георгиев е български учител, деец на късното Българско възраждане в Македония.

## Биография
Наум Христов е роден в българското леринско село Горно Неволяни на 5/17 декември 1862 година. Учи от 1868 до 1870 година в гръцкото училище при даскал Тодор от Кабасница, а след това на гръцки и на български при Спиро Гулабчев и Стерио Христов от Лерин. След завършване на училище работи три години като дървар. В 1878 година заедно с поп Анастас от Неволяни отказват да подпишат инспириран от гръцката леринска митрополия мемоар, с който се иска оставане на Македония в Османската империя. През есента на 1878 година става учител в Бабчор. В 1882 година се запознава в Хали Пиновия хан в Костур с видния български деец Търпо Поповски, който го спечелва напълно за българщината.
| „ | При познанството си разменихме няколко думи по учебното дело и Наум, като много млад и приемчив, веднага се убеди и ми потърси учебници. Щом се завърнах в с. Дъмбени, написах му едно приятелско убедително писмо и пратих му един брой от в. „Зорница“. Това мое писмо и вестникът са докарали го в съзнание, изоставил се от гъркоманството и се предал в изучаването на матерния си език, с който се отличил да стане в днешното си положение. | “ |

Поддържа връзки и с прекопанския български учител Георги Мицарев от Зелениче. Наум Христов е назначен за драгоманин в българското консулство в Битоля в 1903 година. Провежда анкета след клането в Неволяни от септември 1905 година. Работи срещу гръцката въоръжена пропаганда в Македония и оцелява в три атентата срещу него. По-късно прави обиколко във Франция, Англия и САЩ, където представлява презокеански пътнически дружества. Установява се в Белград и основава своя собствена фирма, с клонове в Битоля и Солун и подпомага пострадали от Илинденското въстание да емигрират на запад. След Балканската война се установява в България.
На 23 април 1913 година, в навечерието на Междусъюзническата война, заедно с още 13 души от тези околии подписва „Мемоар от костурско-леринско-кайлярската емиграция в София“, в който се твърди, че Македония е българска област и се настоява за пръсъединяване на Костурско, Леринско и Кайлярско към България. В „Мемоара“ се казва:
| „ | Ако Крит с цената на своите епически борби, си извоюва отдавна правото да бъде неразделна част от гръцкото отечество и Гърция никога и за нищо не би се отрекла от него, то нашият роден край е запачетал своето единство с България чрез страданията и сълзите на едно измъчено население, члез кръвта на хиляди, пролята в името на българската национална идея. И днес, когато българското племе даде нови, скъпи жертви за съкрушение на вековния общ враг на балканските народи, България има повелителен дълг да събере всички български земи, да се пожертвува нито един кът от тях, толкоз повече от ония, които през толкоз изпитания високо са държали знамето на народния идеал. | “ |

Неговият син се занимава с търговия, а внуците му учат в Американския колеж в София. През 1923 година е избран за съветник в Националния комитет на Съюза на македонските емигрантски организации при обединението на МФРО с неутралните братства.

Умира на 13 декември 1940 година в София. По повод кончината му в списание „Илюстрация Илинден“ е публикуван материал, в който се казва: 
| „ | Роден в близкото до град Лерин село Неволяни – 15 декември 1862 година – когато българския народ бе поел борба за своето църковно-училищно освобождение от Патриаршията, Наум Христов бе виден представител на поколението, което бе впрегнало всичките свои желания и сили, за да създаде от себе си достойни водители на своя народ. | “ |